# Karl Richter (botaniste)
Pour les articles homonymes, voir Karl Richter et Richter.
Karl Richter, né le 16 mai 1855 et décédé le 28 décembre 1891, est un botaniste autrichien.

## Biographie
Karl Richter poursuit ses études à Vienne et reçoit le grade de docteur en philosophie en 1877 de l'université de Vienne, puis il travaille dans la capitale austro-hongroise, se consacrant à la collecte considérable de son herbier et à sa bibliothèque botanique fort étendue.
Son œuvre la plus fameuse est Flora europeae qu'il commence en 1890, mais dont le deuxième tome n'est achevé et publié qu'en 1903 par Maximilian Gürke. En effet, Richter meurt brutalement le 28 décembre 1891 à l'âge de trente-six ans.
Son herbier est conservé à l'université de Vienne (WU). Eugen von Halácsy l'a acquis après la mort de Richter et l'a réuni avec son propre herbier, puis en a fait don à l'université de Vienne.

## Quelques publications
- Richter, K. (1885). Die botanische Systematik. 173 pages.
- Richter, K.; Gürke, M. (1890—1903). Plantae europaeae. 2 volumes.